# Urraúl Alto
Urraúl Alto (en basque Urraulgoiti) est une ville et une commune de la Communauté forale de Navarre (Espagne) .
Elle est située dans la zone non bascophone de la province, dans la mérindade de Sangüesa et à 45,1 km de sa capitale, Pampelune. Le castillan est la seule langue officielle alors que le basque n’a pas de statut officiel. Le secrétaire de mairie est aussi celui d'Urraúl Bajo.

## Démographie
| Évolution démographique                                     | Évolution démographique | Évolution démographique | Évolution démographique | Évolution démographique | Évolution démographique | Évolution démographique | Évolution démographique | Évolution démographique | Évolution démographique | Évolution démographique |
| 1996                                                        | 1998                    | 1999                    | 2000                    | 2001                    | 2002                    | 2003                    | 2004                    | 2005                    | 2006                    | 2007                    |
| ----------------------------------------------------------- | ----------------------- | ----------------------- | ----------------------- | ----------------------- | ----------------------- | ----------------------- | ----------------------- | ----------------------- | ----------------------- | ----------------------- |
| 150                                                         | 154                     | 169                     | 170                     | 177                     | 175                     | 168                     | 178                     | 173                     | 164                     | 165                     |
| Sources: Urraúl Alto et instituto de estadística de navarra |                         |                         |                         |                         |                         |                         |                         |                         |                         |                         |

La municipalité se compose des villages suivants:
| Nom village | Pop. (2006) |
| ----------- | ----------- |
| Ayechu      | 16          |
| Imirizaldu  | 26          |
| Irurozqui   | 37          |
| Ongoz       | 19          |

### Sources
- (es) Cet article est partiellement ou en totalité issu de l’article de Wikipédia en espagnol intitulé « Urraúl Alto » (voir la liste des auteurs).